# 渡辺美奈子
渡辺 美奈子（わたなべ みなこ、1968年7月17日 - ）は、日本のラジオパーソナリティ。元茨城放送（現在のLuckyFM茨城放送）アナウンサー。黒沢良事務所所属。埼玉県出身。

## 担当番組
- MUSIC STATE（LuckyFM茨城放送） - 木曜日担当

## 過去に担当していた番組
- パンパカパラダイス 今夜もきかナイト!
- 朝からおじゃまします!
- 阿部重典の元気マーケット - アシスタント
- 恭ノ介の天下御免 → 上恭ノ介のアイムカミング → おっとガッテン恭ノ介 - すべてアシスタント
- もぎたてラジオ朝一番
- エピソードM
- ちょっとタンマ! - ゲストのみ[要説明]。宝くじやお花見企画など、主にスタジオ外から録音しての放送時に多く出ていた。
- おもしローカルRadi Oh! - アシスタント
- おもしローカルいばラジオII
- サンシャイン・カフェ Siesta
- ふれラジいばらき - 金曜担当
- スマイル・スマイル - 水曜・木曜担当
- 他、高校野球・マラソン・サッカーJリーグなどのレポーターなど多数
- 平成23年度ヒューマンライフシンポジウム2012 - コーディネーターとして参加。